# جان اسنو (شخصیت)
جان اسنو یک شخصیت داستانی در سریال بازی تاج و تخت است. او با بازیگری کیت هرینگتون به عنوان شخصیت اصلی داستان شناخته می‌شود.
جان در وینترفل یکی از شهر و قلعه‌های سریال در کنار خاندان خودش یعنی استارک‌ها بزرگ شده است. سریال زندگی پر فراز و نشیب و پر از سختی او را به نمایش می‌گذارد. در ادامه به شخصیت جان در هشت فصل می‌پردازیم.

## زندگی

جان کیتکیتیهرینگتون کیت هرینگتون

### پیش‌زمینه
در ابتدای داستان جان اسنو حرامزاده وی. شخصیت جان در سریال زندگی خود را در وینترفل( یکی از قلعه ها  و شهر های  خیالی سریال)در کنار خانواده خود آغاز میکند...در ادامه کامل شخصیت جان در هر هشت فصل و چگونگی شخصیت آن توضیح داده شده است.ترفل و فرزند نامشروع ند استارک حافظ شمال است که پدرش ادعا می‌کند مادر او دایه‌ای به نام وایلا بوده‌است و به خاطر همین به او لقب اسنو را داده‌اند. در شمال این لقب مختص حرامزاده‌ها است. جان یک جنگجوی بااستعداد است اما حس مهربانی و عدالت‌خواهی‌اش باعث درگیری وی با محیط خشن اطرافش شده‌است. جان اسنو به‌همراه پدرش ند استارک و خواهران و برادران ناتنی خود در قلعه وینترفل زندگی می‌کند. او هم سن و سال برادرش راب استارک است اما به دلیل اینکه به عنوان یک حرامزاده شناخته می‌شود از کسب هرگونه منصب رسمی و درباری ناتوان است. وی پس از اطلاع از این موضوع که نه می‌تواند به همراه پدرش که به عنوان دست راست پادشاه انتخاب شده به کینگز لندینگ (پایتخت قاره وستروس و محل زندگی خانواده سلطنتی) سفر کند و نه می‌تواند به عنوان یک حرامزاده در وینترفل باقی بماند به انتخاب خودش به کسل بلک (قلعه سیاه) می‌رود و به نگهبانان شب می‌پیوندد. او شمشیری به نام «پنجه بلند» در اختیار دارد که از جنس فولاد والریایی است و با آن می‌تواند وایت واکرها را بکشد؛ و یک گرگ به اسم «گوست» (یعنی روح) که به خاطر پوست سفیدش و خاصیت بی سر و صدا بودنش این نام دارد.

### فصل اول
فصل اول درحالی آغاز می‌شود که جان مدت‌هاست خود را برای پیوستن به نگهبانان شب آماده می‌کند. در آخرین دیدار جان و پدرش، ند به او قول می‌دهد دفعهٔ دیگری که باهم ملاقات داشتند راجع به مادرش و اینکه او کیست با جان صحبت کند. سرانجام او به‌همراه تیریون لنیستر و عمویش «بنجن استارک» که عضو نگهبانان شب است به سمت قلعه سیاه که یکی از ۱۹ قلعه محافظ دیوار و محل استقرار نگهبانان شب است راهی می‌شوند (وظیفه نگهبانان شب، نگهبانی از دیوار مرزی بین قاره وستروس و آن‌سوی دیوار است تا از وستروس در برابر هرآنچه پشت دیوار است محافظت کند). نگهبانان شب هرکدام سوگند می‌خورند که بنا بر آن نه همسری اختیار می‌کنند و نه صاحب چیزی خواهند شد و خودشان را تا آخر عمر وقف نگهبانی از دیوار می‌کنند. بعد از مدتی اقامت در آن‌جا جان می‌فهمد که نگهبانان شب دیگر یک نیروی نظامی باشکوه نیستند و اکنون بیشتر از افراد طرد شده از جامعه مانند مجرمان و تبعیدی‌ها تشکیل شده‌اند. در ابتدا او به خاطر حرامزاده بودنش نزد دیگران احساس خفت می‌کند اما غرورش را کنار می‌گذارد و با تازه سربازان نگهبانان شب به ویژه با سم تارلی دوست شده و پس از آن آن‌ها در برابر سرگروهبان ستمگر نگهبانان شب با یک‌دیگر متحد می‌شوند. پس از گذشت مدتی جان در برابر خدایان پیمان می ببندد و رسماً عضوی از نگهبانان شب می‌شود. سرگروهبان ستمگر برای ناامید کردن جان او را به جای جنگجو به عنوان مباشر فرمانده نگهبانان شب لرد جئور مورمنت تعیین می‌کند و جان نیز متعاقباً با کشتن مهاجمی که قصد کشتن مورمنت را داشت، زندگی او را نجات می‌دهد. این موجود مهاجم جسدی است که توسط وایت واکرها دوباره زنده شده‌است. او در پاداش این کارش شمشیر نیایی خاندان مورمنت موسوم به «چنگال‌دراز» را دریافت می‌کند که از فولاد والریایی ساخته شده و می‌تواند وایت واکرها را بکشد. در پایان فصل اول وقتی که ند استارک به اتهام دروغ و خیانت دستگیر می‌شود، جان بر سر دوراهی وفاداری به پیمانش در نگهبانی شب یا کمک به خانواده‌اش قرار می‌گیرد. پس از اعدام شدن پدرش ند، جان تلاش می‌کند که به ارتش برادرش راب بپیوندد و انتقام مرگ پدرش را بگیرد اما دوستانش او را راضی می‌کنند که این کار را نکند و او در قلعه سیاه باقی نگه می‌دارند.

### فصل دوم
در فصل دوم جان به نیروی بزرگ جیور مورمنت(فرمانده نگهبانان شب) در آن سوی دیوار می‌پیوندد که برای مقابله با وایت واکرها و وحشی‌ها آموزش می‌بینند. جان جزو دستهٔ کوچکی می‌شود که از ارتش مورمنت جدا می‌گردند اما هنگامی که دسته کوچک آن‌ها توسط وحشی‌ها گرفتار می‌شوند، جان دستور می‌گیرد تا از نگهبانان شب جدا شده و به عنوان جاسوس به وحشی‌ها بپیوندد تا از نقشه‌های آن‌ها مطلع شود و در طول این فصل او با وحشی‌ها به سمت محل زندگی آن‌ها در حرکت است و در این حین با دختری به نام «ایگریت» که از وحشی‌ها است آشنا می‌شود.

### فصل سوم
در فصل سوم جان به عنوان جاسوس نگهبانان شب در بین وحشی‌ها زندگی می‌کند و چگونگی زندگی کردنشان را یادمی‌گیرد. با آن‌ها غذا می‌خورد و با آن‌ها از دیوارد می‌گذرد و مثل آن‌ها رفتار می‌کند. در طی آن مدت جان عاشق ایگریت می‌شود و پیمان خود را در نگهبانان شب مبنی برنداشتن رابطه با هیچ زنی می‌شکند. در پایان این فصل جان بسختی از دست وحشی‌ها فرار می‌کند و به سوی کسل بلک می‌رود.

### فصل چهارم
در فصل چهارم بعد از فرار کردن از دست وحشی‌ها جان به کسل بلک برمی‌گردد و به عنوان یک جنگجوی نگهبان شب به زندگی‌اش ادامه می‌دهد و به دیگران نحوهٔ مبارزه با وحشی‌ها و چگونگی زندگی آن‌ها را آموزش می‌دهد تا هنگام حمله آن‌ها بتوانند به مقابله با آن‌ها بپردازند. در پایان فصل جنگی بزرگ میان وحشی‌ها به رهبری منس و نگهبانان شب به رهبری جان درمی‌گیرد که نگهبانان شب با وجود تلفاتی زیادی موفق به شکست دادن وحشی‌ها می‌شوند. در این جنگ ایگریت که او و جان عاشق هم بوده‌اند کشته می‌شود و جان با احترام تمام جسد او را در آنسوی دیوار برطبق رسومشان آتیش می‌زند.

### فصل پنجم
در فصل پنجم جان اسنو به انتخاب اکثر اعضای نگهبانان شب به عنوان نهصد و نود و هشتمین فرمانده نگهبانان شب انتخاب می‌شود و سپس تصمیم می‌گیرد که برای نجات وحشی‌ها از دست وایت واکرها با وحشی‌ها که هزاران سال است با نگهبانان شب دشمن هستند پیمان صلح ببندد. هنگامی که وی برای صلح با وحشی‌ها به آن سوی دیوار می‌رود اولین مبارزه خود را با یک وایت واکر تجربه می‌کند و موفق می‌شود با شمشیر خود او را شکست دهد. صلح با وحشی‌ها و آوردن آن‌ها به کسل بلک سبب می‌شود گروهی از نگهبانان شب با او دشمن شوند و نقشه قتل او را بریزند. سرانجام و در پایان این فصل او به دست همان عده به قتل می‌رسد.

### فصل ششم
در فصل ششم در حالی که دوستان جان در نگهبانان شب برای مراسم خاکسپاری او آماده می‌شوند، وی توسط بانوی قرمز ملیساندرا زنده می‌شود. او به‌خاطر خیانتی که به وی شده تصمیم به ترک کسل بلک و نگهبانان شب می‌گیرد و در همین حین خواهرش سانسا که به تازگی کسل بلک رسیده از او می‌خواهد که شمال و وینترفل را از چنگال رمزی بولتون که به ناحق و بعد از مرگ پدرشان در آن‌جا حکمرانی می‌کند در بیاورند و برای ادامه زندگی به آن‌جا بازگردند. در انتها جان و خواهرش سانسا با متحد کردن گروهی کوچک از خانواده‌های شمالی و در یک نبرد سخت موفق به فتح شمال و بازپس‌گیری وینترفل می‌شوند و سرانجام به انتخاب خانواده‌های شمالی جان اسنو پادشاه شمال می‌شود. در آخرین قسمت از فصل ششم پرده از رازی بزرگ برداشته می‌شود و از طریق الهامات برن استارک مشخص می‌شود که جان اسنو نه تنها حرامزاده ند نیست، بلکه فرزند لیانا استارک (خواهر ند استارک) و ریگار تارگرین (ولیعهد وستروس و برادر بزرگتر دنریس تارگرین) است. مشهور است ریگار تارگرین با وجود آنکه همسر داشته عاشق لیانا استارک می‌شود و این عشق منجر به تجاوز به او و کشتنش می‌شود. ند استارک زمانی که برای نجات خواهرش به قلعه‌ای دور افتاده می‌رود خواهرش را غرق در خون و در حال مرگ پیدا می‌کند. لیانا فرزند پسرش را به ند می‌سپارد و از او قول می‌گیرد برای محافظت او از رابرت و دیگر دشمنان ریگار هویت او را از همه پنهان کند. به همین خاطر ند مجبور می‌شود به همه (حتی همسر خود) دروغ بگوید و جان را به عنوان پسر حرام‌زاده‌اش به وینترفل ببرد.

### فصل هفتم
جان اسنو که حالا شاه شمال است درصدد هرچه بیشتر متحد کردن خاندان‌های شمالی با یکدیگر و در نهایت آن‌ها با وحشی هاست تا بتواند برای جنگ مقابل ارتش مردگان آماده شوند. سر داووس به عنوان مشاور و خواهرش سانسا هم در این امر او را همراهی می‌کنند. جان برای مقابله با ارتش مردگان به دراگن گلس (شیشه اژدها) نیاز دارد و دوستش سمول تارلی (که در سیتادل است) با فرستادن نامه‌ای به جان خبر می‌دهد که معدنی عظیم از دراگن گلس در دراگن‌استون (قلعه اجدادی خاندان تارگرین) وجود دارد. در همین زمان دنریس تارگرین که برای اولین بار بعد از سال‌ها دوباره به وستروس برگشته و می‌خواهد تاج و تخت از دست رفته پدرش را باز پس بگیرد به درخواست ملیساندرا و با تأیید تیریون لنیستر جان را به دراگن‌استون احضار می‌کند که با او متحد شود.
جان در ملاقات با دنریس از تهدید بزرگ ارتش مردگان برای انسانیت می‌گوید و اینکه آن‌ها فقط در افسانه‌ها وجود ندارند و در حال حرکت به سمت مرزهای وستروس هستند و واقعیت دارند درخواست استخراج دراگن گلس دارد اما دنریس باور نمی‌کند و از او می‌خواهد که با زانو زدن او را به عنوان وارث برحق تخت آهنین بپذیرد که جان درخواست او را رد می‌کند اما در نهایت این دنریس است که برای متحد ساختن جان با خود اجازه استخراج دراگن گلس را به وی می‌دهد. پس از گذشت مدتی و بعد از ملاقات‌های متعدد و صحبتهایی حول محور ارتش مردگان و واقعی بودن آن‌ها دنریس حرفهای جان را باور می‌کند و با او متحد می‌شود و تصمیم می‌گیرد که بعد از شکست دادن ارتش مردگان برای بدست آوردن تخت آهنین تلاش کند. در سکانسی مهم از قسمت ۵ می‌بینیم که دروگون بزرگترین اژدهای دنریس به سمت جان می‌آید و به راحتی اجازه می‌دهد که جان او را لمس کند (در طول تاریخ اژدهایان فقط اجازه این کار را به صاحبان اصلی خود یعنی تارگرین‌ها داده‌اند). حالا با اتحاد آن دو آن‌ها باید سرسی که ملکه هفت اقلیم است را با خود برای مقابله با ارتش مردگان همراه سازند. در نهایت با پیشنهاد تیریون لنیستر مبنی بر نشان دادن عضوی از ارتش مردگان به سرسی برای بدست آوردن اتحادش، جان و چند نفر به صورت داوطلبانه به شمال دیوار می‌روند. در این سفر گندری، جوراه مورمنت، سگ شکاری، بریک دونداریون، تورموند و ثوروس جان را همراهی می‌کنند. در نهایت بعد از دستگیر کردن عضوی از ارتش مردگان وسط دریاچه‌ای یخ زده و بین هزاران نفر از ارتش مردگان به تله می‌افتند. بعد از چند روز انتظار در نهایت جنگ بین آن‌ها و ارتش مردگان شروع می‌شود که در مرز شکست خوردن هستند که دنریس و اژدهایان او به کمک آن‌ها می‌آیند و در نهایت همگی جز جان موفق به فرار می‌شوند. جان به کمک عمویش بنجن استارک موفق به فرار از مهلکه می‌شود و پس از بازگشت جان بعد از تشکر، دنریس را به عنوان ملکه خود و وارث تخت آهنین قبول می‌کند. در قسمت آخر یاران جان و دنریس که حالا بیشتر از هر وقتی دیگر اتحادشان قوی شده‌است به کینگزلندینگ برای دیدار با سرسی می‌روند که او را برای مقابله با ارتش مردگان راضی کنند. سرسی با اینکه بسیار تحت تأثیر واقعی بودن ارتش مردگان قرار می‌گیرد اما بعد از شنیدن اینکه جان، دنریس را به عنوان ملکه قبول کرده از اتحاد سرباز می‌زند اما با اصرار برادرش تیریون با آن‌ها متحد می‌شود.
در هنگام توقف در کینگزلندینگ مکالمه کوتاهی مبنی بر هرگز دوباره بچه دار نشدن دنریس بین جان و دنریس صورت می‌گیرد که جان قبول نمی‌کند اما دنریس اصرار دارد که حقیقت است. بعد از متحد شدن با سرسی، جان و دنریس به سمت دراگن‌استون و در آخر با کشتی به سمت وینترفل روانه می‌شوند. جان و دنریس حالا بعد از گذشت مدتی که باهم گذرانده‌اند فارغ از اینکه بدانند عمه و برادر زاده هستند عاشق هم شده‌اند. در آخرین سکانس حضورش در فصل ۷ دیده می‌شود که جان با رفتن به کابین دنریس در کشتی با او می‌خوابد. هم‌زمان با همخوابی آن دو، در وینترفل سمول تارلی و برن برادر کوچکتر جان که حالا کلاغ سه چشم است (می‌تواند تمام اتفاقات گذشته و حال را ببیند) پرده از بزرگترین راز داستان برمی‌دارند. ریگار تارگرین پدر و لیانا استارک مادر جان عاشق هم بوده‌اند و اینکه ریگار، لیانا را دزدیده و به او تجاوز کرده دروغی بیش نبوده‌است. ریگار و لیانا بعد از فرارشان باهم ازدواج کرده‌اند که در این صورت جان حرامزاده محسوب نمی‌شود و وارث برحق تخت آهنین است. در پایان معلوم می‌شود که اسم اصلی جان «ایگون تارگرین» است.

### فصل هشتم
جان اسنو همراه با دنریس تارگرین به وینترفل می‌آیند و با شاه شب مقابله کنند. در پایان نبرد آریا استارک شاه شب را با شمشیر والرین استیل شاه شب می‌کشد و پس از شکست شاه شب تهدید شمالی برطرف می‌شود و دنریس تارگرین برای عزیمت به سمت جنوب و پس گرفتن تخت آهنین از سرسی لنیستر آماده می‌شود. دنی به همراه دو اژدهایش ریگال و دروگون و ناوگانش از راه دریا به سمت دراگن‌استون می‌رود و جان اسنو به همرا ارتش شمال از راه زمینی به سمت کینگز لندینگ می‌روند. دنی دو روز زودتر از جان و ارتشش به نزدیکی دراگن‌استون می‌رسد، اما توسط ناوگان آهنین به فرماندهی یورون گریجوی غافلگیر شده و اژدهایش ریگال به وسیله شلیک خر کمان کشته می‌شود و ندیمه‌اش میساندی گروگان گرفته می‌شود و برای تهدید دنریس کشته می شود. جان سپس به همراه سِر داووس و ارتش شمالی به پایتخت می‌رسد و آماده حمله به شهر می‌شود. نهایتا میان سپاه سرسی و دنریس جنگ درمی‌گیرد. دنریس کینگزلندینگ را نابود می‌کند و مردم بی گناه را حتی پس تسلیم شدن شهر، می‌سوزاند. در قسمت آخر سریال جان دنریس را برای جلوگیری از کشته شدن انسان‌های بیگناه دیگر، به قتل می‌رساند و اژدهای دنریس که شاهد ماجراست تخت آهنین را با آتشش ذوب می‌کند اما آسیبی به جان نمی‌رساند. جان به علت قتل دنریس محکوم می‌شود تا به نایت واچ ملحق شود. پس از رفتن به کسل بلک، جان به وحشی‌ها می‌پیوندد و همراه آنان به شمال دیوار می‌رود.